# علفزارها و گرم‌دشت‌های سیلابی

گستره زیست‌بوم علفزارها و گرم‌دشت‌های سیلابی

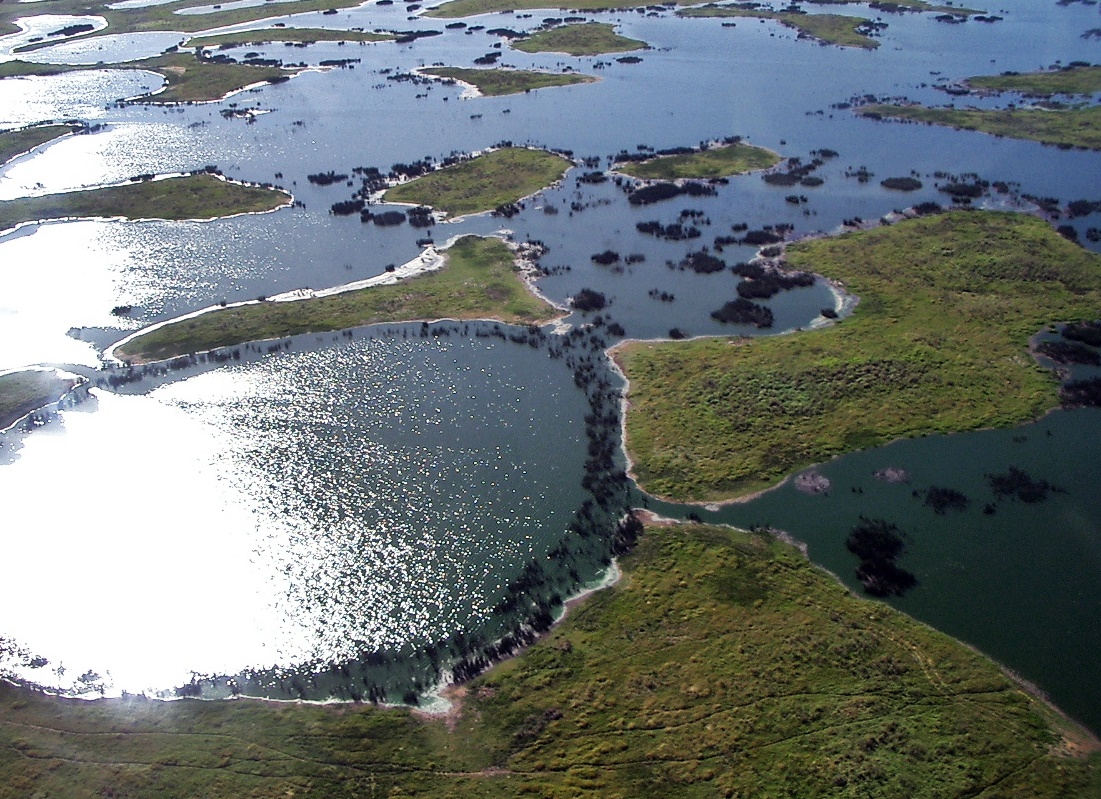
پانتانال در مرکز آمریکای جنوبی

علفزارها و گرم‌دشت‌های سیلابی یک زیست‌بوم خشکی تعریف‌شده در سامانه زیست‌جغرافیایی صندوق جهانی طبیعت است که پهنه‌ها یا مجموعه‌های بزرگ علفزارهای سیلابی را در بر می‌گیرد. این نواحی دارای گونه‌های گیاهی و جانوری متعددی است که با وضعیت یکتای آب‌شناسی و خاک‌شناسی این زیست‌بوم سازگار شده‌اند. گروه‌های بزرگ پرندگان آبزی مهاجر و ساکن در این زیست‌بوم یافت می‌شوند. با این حال، اهمیت نسبی این نوع زیستگاه‌ها برای این پرندگان معمولاً فراتر از دسترسی داشتن به آب است و تولیدکنندگی آن‌ها در میان مجموعه‌ای از تالاب‌های کوچکتر و بزرگتر در سراسر یک منطقه به صورت سالانه و فصلی تغییر می‌کند.

## بوم‌ناحیه‌ها
| بوم‌ناحیه‌های علفزارها و گرم‌دشت‌های سیلابی قلمرو دیرین‌شمالگان | بوم‌ناحیه‌های علفزارها و گرم‌دشت‌های سیلابی قلمرو دیرین‌شمالگان |
| ---------------------------------------------------------- | ---------------------------------------------------------- |
| Amur meadow steppe                                         | چین، روسیه                                                 |
| Bohai Sea saline meadow                                    | چین                                                        |
| Nenjiang River grassland                                   | چین                                                        |
| Nile Delta flooded savanna                                 | مصر                                                        |
| Saharan halophytics                                        | الجزایر، مصر، موریتانی، تونس، صحرای غربی                   |
| مرداب‌های بین‌النهرین                                        | عراق، ایران                                                |
| Ussuri-Wusuli meadow and forest meadow                     | چین، روسیه                                                 |
| Yellow Sea saline meadow                                   | چین                                                        |

| بوم‌ناحیه‌های علفزارها و گرم‌دشت‌های سیلابی قلمرو هندومالایی | بوم‌ناحیه‌های علفزارها و گرم‌دشت‌های سیلابی قلمرو هندومالایی |
| -------------------------------------------------------- | -------------------------------------------------------- |
| Rann of Kutch seasonal salt marsh                        | هند، پاکستان                                             |

| بوم‌ناحیه‌های علفزارها و گرم‌دشت‌های سیلابی قلمرو آفریقای حاره‌ای | بوم‌ناحیه‌های علفزارها و گرم‌دشت‌های سیلابی قلمرو آفریقای حاره‌ای                |
| ------------------------------------------------------------ | --------------------------------------------------------------------------- |
| دریاچه ناترون                                                | کنیا، تانزانیا                                                              |
| Etosha Pan halophytics                                       | نامیبیا                                                                     |
| Inner Niger Delta flooded savanna                            | مالی                                                                        |
| Lake Chad flooded savanna                                    | کامرون، چاد، نیجر، نیجریه                                                   |
| Saharan flooded grasslands                                   | سودان جنوبی                                                                 |
| Zambezian coastal flooded savanna                            | موزامبیک                                                                    |
| Zambezian flooded grasslands                                 | آنگولا، بوتسوانا، جمهوری دموکراتیک کنگو، مالاوی، موزامبیک، تانزانیا، زامبیا |
| کویر ماکه‌دیگادی                                              | بوتسوانا                                                                    |

| بوم‌ناحیه‌های علفزارها و گرم‌دشت‌های سیلابی قلمرو نوحاره‌ای | بوم‌ناحیه‌های علفزارها و گرم‌دشت‌های سیلابی قلمرو نوحاره‌ای |
| ------------------------------------------------------ | ------------------------------------------------------ |
| Central Mexican wetlands                               | مکزیک                                                  |
| Cuban wetlands                                         | کوبا                                                   |
| Enriquillo wetlands                                    | جمهوری دومینیکن، هائیتی                                |
| اورگلیدز                                               | ایالات متحده آمریکا                                    |
| Guayaquil flooded grasslands                           | اکوادور                                                |
| Orinoco wetlands                                       | ونزوئلا                                                |
| پانتانال                                               | بولیوی، برزیل، پاراگوئه                                |
| Paraná flooded savanna                                 | آرژانتین                                               |
| Southern Cone Mesopotamian savanna                     | آرژانتین                                               |